# 클라이언트 사이드
클라이언트 사이드(client-side)란 네트워크의 한 방식인 클라이언트-서버 구조의 클라이언트 쪽에서 행해지는 처리를 말한다.

## 예시
- HTTP 통신에 있어서 브라우저의 주요 기능 중 하나는 서버에서 수신한 HTML 문서를 해석하여 화면에 표시해 주는 것인데, HTML 문서가 동적인 부분을 갖고 있지 않다면 문서 수신이 끝나고부터는 서버와 교신하지 않고 브라우저가 클라이언트 사이드에서 처리하여 화면에 내용을 표시한다.

- MMORPG(대규모 다중 사용자 온라인 롤플레잉 게임)에서도 클라이언트-서버 구조가 사용된다. 대부분의 MMORPG는 화려한 그래픽 효과를 사용하는데 이를 위해서는 많은 연산이 필요하며 이러한 연산을 서버 쪽에서 모두 부담할 수 없으므로 그래픽 처리나 소리 처리의 대부분을 클라이언트 사이드로 처리한다.

## 장단점
서버 사이드로 처리할 때와 비교하여 데이터를 클라이언트 사이드로 처리할 경우의 장단점은 다음과 같다.
- 장점
  - 서버 관리자의 입장에서, 서버의 처리 부담을 줄여서 결과적으로 서버 비용을 줄일 수 있다.
  - 처리하는 데이터가 보안에 민감한 경우, 클라이언트 내에서 처리가 가능한 부분에 대해서는 통신에 대비하여 암호화할 필요가 없으므로 암호화 소요가 줄어든다.
- 단점
  - 서버 관리자의 입장에서, 클라이언트 사이드에서 처리한 결과를 되받아야 하는 경우, 결과의 진위성을 알기 어렵다. 반대로 말하면 클라이언트 쪽에서 데이터를 위조하기 쉽다. 따라서 서버 쪽의 데이터가 확실한 진위이며 클라이언트 쪽에서 위조해서는 안 되는 민감한 데이터의 경우 서버 사이드로 처리해야 한다. 예로 인터넷 뱅킹의 이체 관련 처리나 위의 MMORPG의 게임 아이템 관련 처리에서는 클라이언트 사이드 처리를 최소화해야 한다.
  - 클라이언트 사용자의 입장에서, 클라이언트 컴퓨터의 처리 부담이 많아진다.

## 같이 보기
- 클라이언트-서버
- 클라이언트 사이드 스크립트 언어
- 서버 사이드